# Бикмесь
Бикмесь — деревня в Муслюмовском районе Татарстана. Входит в состав Новоусинского сельского поселения.

## География
Находится в восточной части Татарстана на расстоянии приблизительно 11 км на восток по прямой от районного центра села Муслюмово у речки Казанчинка.

## История
Основана в 1928 году выходцами из села Новые Усы.

## Население
Постоянных жителей было: в 1938—217, в 1949—249, в 1958—184, в 1970—214, в 1979—188, в 1989—117, 105 в 2002 году (татары 40 %, мари 57 %), 102 в 2010.